# Isadora Duncan
Angela Isadora Duncan (São Francisco, 26 de maio de 1877 – Nice, 14 de setembro de 1927) foi uma coreógrafa e bailarina norte-americana, considerada a precursora da dança moderna, aclamada por suas apresentações em toda a Europa. Nascida na Califórnia, viveu na Europa Oriental e na União Soviética dos 22 anos até à data da sua morte acidental em França.

## Biografia

### Primeiros anos
Isadora nasceu em São Francisco, em 1877, a filha mais nova das quatro crianças do casal Joseph Charles Duncan (1819–1898), um banqueiro e negociante de artes, e Mary Isadora Gray (1849–1922). Seus irmãos eram Augustin Duncan e Raymond Duncan, e sua irmã Elizabeth Duncan, também era bailarina. Logo após seu nascimento, seu pai foi exposto em um esquema ilegal de transações bancárias e a família foi à falência.
Seus pais se divorciaram quando Isadora ainda era criança. Sua mãe então se mudou para Oakland com os filhos, onde começou a trabalhar como professora de piano e costureira. Aos dez anos de idade, Isadora foi para a escola, mas ela a largou, achando-a muito restritiva. A família ainda assim era muito pobre e Isadora e os irmãos ganhavam alguns trocados ensinando dança para outras crianças na vizinhança. Em 1896, Isadora entrou para a companhia de Teatro de Augustin Daly, mas ficou desiludida com o teatro. Seu pai, com sua terceira esposa e uma filha, morreram em 1898, no navio de passageiros SS Mohegan, na costa da Cornualha.

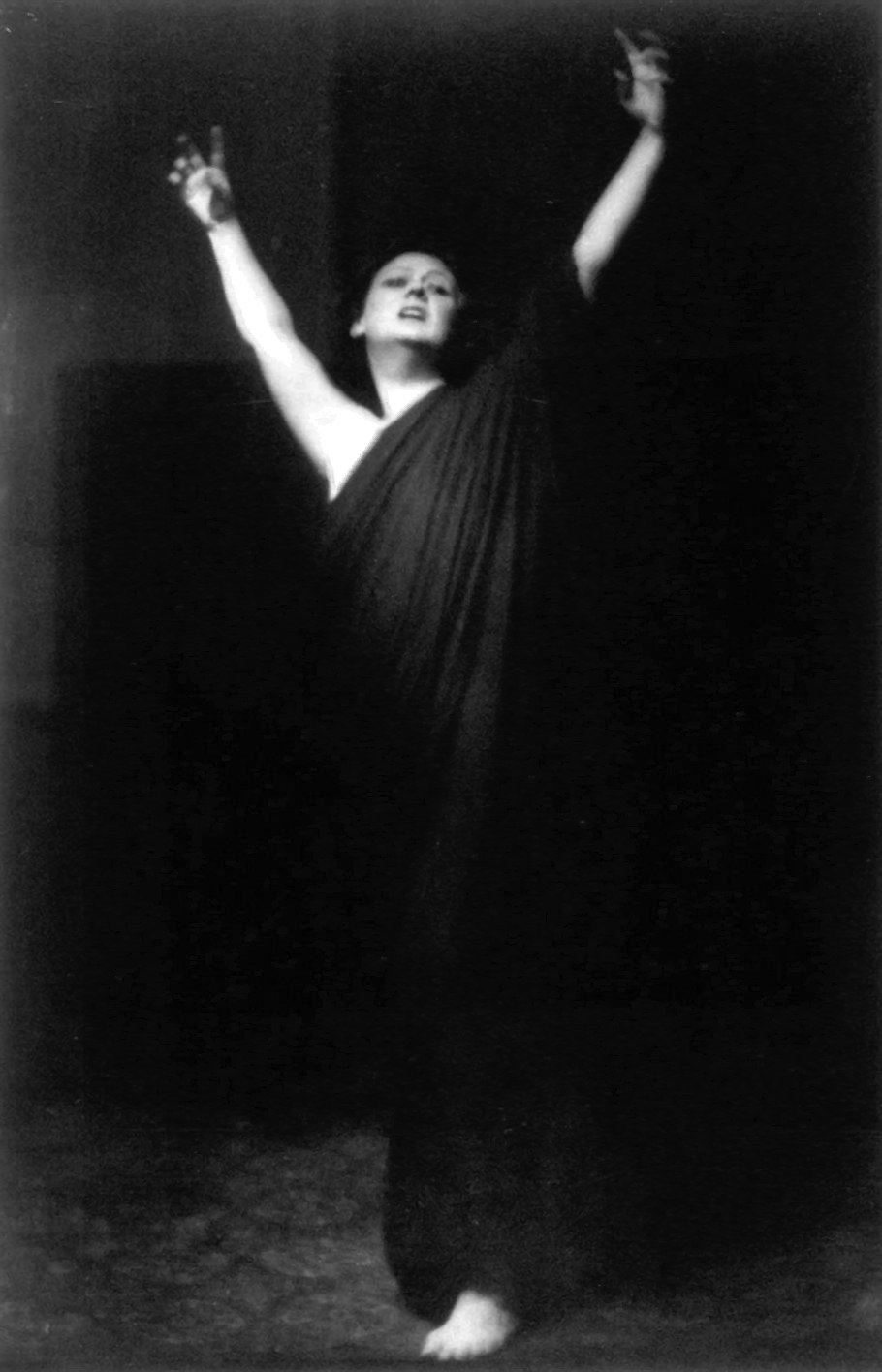
Foto de Arnold Genthe de Isadora dançando descalça em sua turnê americana em 1915-18

Sua carreira como bailarina e coreógrafa começou muito cedo, ainda criança, ensinando os colegas da vizinhança. Isso continuou durante seus anos da adolescência. Sua nova visão sobre a dança era evidente em suas primeiras aulas, na qual ela seguia seus instintos e improvisava, ensinando qualquer coisa que viesse em sua cabeça. O desejo de viajar a levou a Chicago, onde fez testes em várias companhias de teatro, até ingressar na companhia de Augustin Daly, o que a levou até Nova Iorque, onde sua nova visão da dança entrou em conflito com as peças e apresentações comuns do público. Foi em Nova Iorque que ela começou a ter aulas com Marie Bonfanti, mas logo ficou desapontada com a rotina extenuante do balé clássico.
Infeliz e sentindo que seu talento não era apreciado nos Estados Unidos, Isadora se mudou para Londres, em 1898. Apresentou-se para os ricos da sociedade londrina, buscando inspiração em vasos gregos e painéis antigos exibidos no Museu Britânico. Com o dinheiro que ganhou com tais apresentações, ela conseguiu alugar um estúdio, onde desenvolveu melhor seu trabalho e passou a criar grandes apresentações no palco. De Londres, ela viajou para Paris, onde se inspirou na exposição do Louvre e na Exposição Universal de 1900.
Em 1902, Loie Fuller convidou Isadora para excursionar com ela, o que a levou por todo o continente europeu, onde criou novas peças e apresentações baseadas em sua técnica inovadora, que enfatizava o movimento natural do corpo, em contraste com a rigidez do balé tradicional. Na maior parte de sua vida, Isadora excursionou e se apresentou por toda a Europa e nas Américas. Mesmo com reações mistas da parte da crítica, Isadora tornou-se extremamente popular por seu estilo único e inspirou muitos artistas visuais, como Antoine Bourdelle, Auguste Rodin, Arnold Ronnebeck e Abraham Walkowitz, a criarem trabalhos que ilustravam sua dança.
Isadora, porém, não gostava dos aspectos comerciais das performances para o público, como turnês e contratos, pois ela sentia que se distraía de sua verdadeira missão, que era criar beleza e educar os mais jovens. Para alcançar seu objetivo, ela abriu escolas de dança para ensinar a filosofia da arte para jovens mulheres. A primeira foi aberta em 1904, em Berlim, na Alemanha. Foi nesta instituição que nasceu o assim chamado grupo das "Isadoráveis", seis jovens moças, Anna, Maria-Theresa, Irma, Liesel, Gretel, e Erika, protegidas de Isadora, que dariam continuidade ao seu legado. Isadora legalmente adotou cada uma das garotas, que levaram seu sobrenome adiante. Depois de dez anos, Isadora abriu outra escola em Paris, mas ela fechou logo depois com a eclosão da Primeira Guerra Mundial.
Em 1914, Isadora mudou-se para os Estados Unidos, onde abriu outra escola de dança, em Gramercy Park, Nova Iorque. Otto Kahn lhe deu acesso ao moderno teatro Century, na 60th Street, em Manhattan para suas apresentações. Por volta dessa época, Isadora posou para vários ensaios fotográficos, sempre pelas lentes de Arnold Genthe. Em 1915, Isadora deixaria os Estados Unidos a bordo do RMS Lusitania, naquela que foi a última viagem da embarcação, mas ela trocou de passagem na última hora, possivelmente devido a problemas financeiros. Em 1921, suas tendências esquerdistas a levaram para a União Soviética, onde abriu uma escola de dança em Moscou. Porém, o governo soviético não a apoiou como prometido devido à sua escola nos Estados Unidos.

### Vida pessoal
Tanto na vida profissional como na vida pessoal, Isadora ignorava a moral tradicional. Ela era bissexual, ateia e comunista, tendo declarado abertamente suas ideias comunistas no palco.
Isadora deu à luz duas crianças, os dois fora do casamento. A primeira, Deirdre Beatrice (n. 24 de setembro de 1906) era filha do designer teatral Edward Gordon Craig. E o segundo, Patrick Augustus (n. 1 de maio de 1910) era filho de Paris Singer, filho do magnata da indústria da costura Isaac Singer. As duas crianças se afogaram, junto da babá, em 1913, quando o carro onde estavam caiu no Rio Sena. Logo após o acidente, Isadora passou vários meses se recuperando da tragédia na ilha grega de Corfu, junto de seus irmãos. Ela também passou várias semanas no resort de Viareggio com a atriz Eleonora Duse. O fato de Eleonora ter terminado um longo relacionamento com a jovem feminista Lina Poletti surgiu a especulação sobre o seu relacionamento com Isadora Duncan, mas não há indícios de que elas tivessem envolvimento romântico.
Em sua autobiografia, Isadora conta que implorou ao jovem escultor italiano Romano Romanelli que dormisse com ela, pois queria ter um outro filho. Ela engravidou dele e deu à luz em 13 de agosto de 1914, mas o bebê morreu logo após o nascimento.
Morte

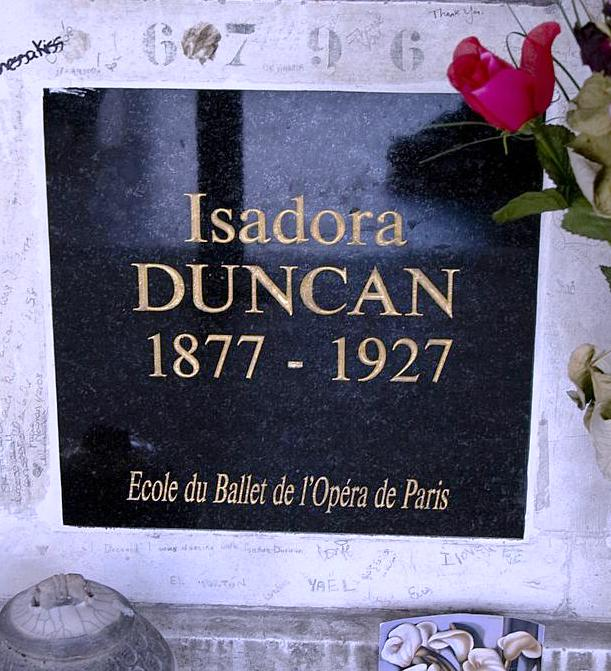
Túmulo de Isadora Duncan no Cemitério do Père-Lachaise

Na noite de 14 de setembro de 1927, em Nice, Isadora era passageira no automóvel Amilcar CGSS de Benoît Falchetto e usava uma longa écharpe, pintada à mão, criada pelo artista russo Roman Chatov, um presente dado por sua amiga Mary Desti. Mary ainda aconselhou que Isadora usasse um casaco já que andaria em um carro conversível, mas Isadora queria usar apenas a écharpe. Num bizarro acidente, a longa écharpe, enrolada em seu pescoço, ficou presa nas rodas do veículo, puxando-a para fora do carro e quebrando seu pescoço. Isadora ainda foi levada ao hospital, mas chegou morta.
O jornal The New York Times, na edição de 15 de setembro de 1927, descreveu assim sua morte:
| “ | "Isadora Duncan, a dançarina americana, morreu tragicamente esta noite em Nice, na Riviera. De acordo com as informações chegadas de Nice, Miss Duncan foi lançada de maneira extraordinária de um automóvel aberto em que estava e teve morte imediata, devido ao impacto contra o pavimento de pedra." | ” |

Isadora foi cremada e suas cinzas depositadas no túmulo junto de seus filhos no Cemitério do Père-Lachaise, em Paris.